# 다구치촌 (나가노현)
다구치촌(일본어: 田口村)은 일본 나가노현 미나미사쿠군에 있던 촌이다. 쇼와 시대의 대합병으로 소멸되었다. 현재의 사쿠시 남동부에 해당한다.

## 역사
- 1889년 4월 1일 - 정촌제 시행에 의해 다구치촌 외 3촌의 구역을 화장해 성립하였다.
- 1956년 9월 30일 - 아우누마촌과 합병해 다구치아오야마촌이 성립하여, 동일 다구치촌은 폐지되었다.

## 교통

### 철도
- 일본국유철도
  - 고우미선

## 참고문헌
- 大日本篤農家名鑑編纂所編『大日本篤農家名鑑』大日本篤農家名鑑編纂所、1910年。
- 角川日本地名大辞典編纂委員会編『가도카와 일본 지명 대사전 20 長野県』角川書店、1990年。